# Prowincja Kossi
Prowincja Kossi – jedna z 45 prowincji w Burkinie Faso. Prowincja leży w zachodniej części Burkina Faso, przy granicy z Mali. Stolicą prowincji jest Nouna, a drugim co do wielkości miastem jest Djibasso, zamieszkiwane przez około 5 980 mieszkańców. Prowincję Kossi wg spisu powszechnego z 2019 roku zamieszkiwało ponad 355 tysięcy ludzi. 

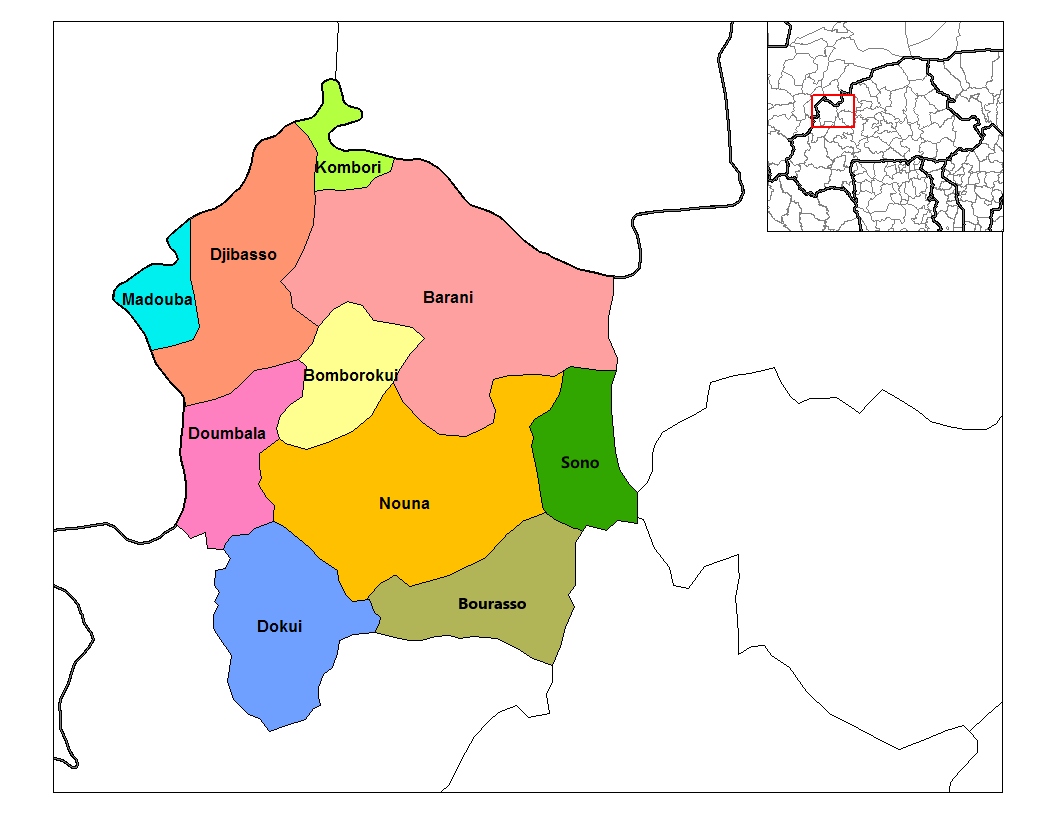
Mapa prowincji Kossi

| Departament prowincji | Rodzaj departamentu | Liczba miejscowości | Stolica                   | Ludność | Ludność | Ludność |
| Departament prowincji | Rodzaj departamentu | Liczba miejscowości | Stolica                   | 2003    | 2006    | 2019    |
| --------------------- | ------------------- | ------------------- | ------------------------- | ------- | ------- | ------- |
| Barani                | wiejska             | 42 wsi              | Barani                    | 49 144  | 44 237  | 54 748  |
| Bomborokuy            | wiejska             | 16 wsi              | Bomborokuy                | 13 298  | 15 257  | 19 897  |
| Bourasso              | wiejska             | 15 wsi              | Bourasso                  | 12 582  | 12 548  | 20 115  |
| Djibasso              | wiejska             | 49 wsi              | Djibasso                  | 46 674  | 49 730  | 63 251  |
| Dokuy                 | wiejska             | 25 wsi              | Dokuy                     | 25 305  | 28 642  | 40 576  |
| Doumbala              | wiejska             | 36 wsi              | Doumbala                  | 26 124  | 26 643  | 33 323  |
| Kombori               | wiejska             | 16 wsi              | Kombori                   | 9610    | 8300    | 13 767  |
| Madouba               | wiejska             | 11 wsi              | Madouba                   | 5949    | 6590    | 10 149  |
| Nouna                 | miejska             | 1 miasto i 60 wsi   | Nouna (stolica prowincji) | 70 330  | 70 010  | 89 714  |
| Sono                  | wiejska             | 10 wsi              | Sono                      | 7320    | 7276    | 10 115  |
| 10 departamentów      | 10 departamentów    | 1 miasto i 280 wsi  | Łącznie                   | 259 016 | 269 233 | 355 655 |